# Gagea vvedenskyi
Gagea vvedenskyi är en liljeväxtart som beskrevs av Aleksandr Alfonsovitj Grossgejm. Gagea vvedenskyi ingår i Vårlökssläktet och i familjen liljeväxter. Inga underarter finns listade.